# Europejskie Igrzyska Halowe w Lekkoatletyce 1966 – sztafeta 4 × 1 okrążenie kobiet
Sztafeta 4 × 1 okrążenie kobiet – jedna z konkurencji biegowych rozgrywanych podczas lekkoatletycznych europejskich igrzysk halowych w hali Westfalenhalle w Dortmundzie. Została rozegrana (jak zresztą całe igrzyska) 27 marca 1966. Długość jednego okrążenia wynosiła 160 metrów. Zwyciężyła reprezentacja Republiki Federalnej Niemiec.

## Rezultaty

### Finał
Rozegrano od razu bieg finałowy, w którym wzięły udział trzy drużyny.

Opracowano na podstawie materiału źródłowego.
| Miejsce | Reprezentacja  | Zawodniczki                                                        | Czas   |
| ------- | -------------- | ------------------------------------------------------------------ | ------ |
| 1       | RFN            | Renate Meyer, Erika Rost, Hannelore Trabert, Kirsten Roggenkamp    | 1:18,4 |
| 2       | Jugosławia     | Ljiljana Petnjarić, Marijana Lubej, Jelisaveta Đanić, Olga Šikovec | 1:21,7 |
| 3       | Czechosłowacja | Libuše Macounová, Alena Hiltscherová, Eva Kucmanová, Eva Lehocká   | 1:22,3 |